# Vanessa Morgan
Vanessa Morgan Mziray (Ottawa, 23 de março de 1992) é uma atriz e cantora canadense. É mais conhecida por seu papel de Amanda Pierce na série The Latest Buzz, do Boomerang e pelo seu papel de Sarah no filme My Babysitter's a Vampire e consequentemente na série de mesmo nome, da Teletoon. O tema de abertura da série The Latest Buzz é cantada por ela. Também participou do filme Harriet the Spy: Blog Wars, da Disney Channel interpretando Marion Hawthorne, a vilã. Atualmente ela interpreta Toni Topaz, personagem da série de televisão Riverdale da The CW.

## Biografia
Morgan nasceu na cidade de Ottawa, localizada em Ontário. Seu pai é da África Oriental e a sua mãe Catherine Mziray é escocesa. Morgan venceu o concurso Junior Miss America 1999.
Em 2010, ela se formou no Ensino secundário pela Colonel By Secondary School, localizada na cidade de Ottawa Ela estudou filosofia na Queen's University, uma universidade pública de pesquisa na cidade de Kingston em Ontário.

## Vida pessoal
Em julho de 2019, Vanessa ficou noiva do jogador de beisebol Michael Kopech, tendo se casado em dia 4 de janeiro de 2020.
Em julho de 2020, a atriz anunciou oficialmente por meio de seu Instagram oficial que está grávida de um menino, apesar de ter descoberto só em maio de 2020. Em maio de 2020, o Chicago Tribune veio a público anunciar que o jogador pediu o divórcio da atriz, após 6 meses de casamento.
Em agosto de 2024, mais uma vez através do seu Instagram, Vanessa Morgan revela as primeiras imagens da sua filha recém-nascida. A atriz revela o nome da menina, Kaia Autumn Skye, nascida no dia 27 de julho. As imagens mostram a bebé nos braços do seu irmão mais velho, River. Kaia é fruto da relação de Vanessa com James Karnik.

## Filmografia

### Filmes
| Ano  | Título                     | Papel            | Notas                         |
| ---- | -------------------------- | ---------------- | ----------------------------- |
| 2000 | A Diva's Christmas Carol   | Jovem negra      | Telefilme                     |
| 2010 | Harriet the Spy: Blog Wars | Marion Hawthorne | Telefilme                     |
| 2010 | Frankie and Alice          | Jovem Frankie    |                               |
| 2010 | My Babysitter's a Vampire  | Sarah Fox        | Telefilme                     |
| 2011 | Geek Charming              | Hannah           | Filme original Disney Channel |
| 2014 | Guilty at 17               | Leigh            | Telefilme                     |
| 2018 | Pimp                       | Destiny          | [ 14 ]                        |

### Televisão
| Ano            | Título                    | Papel                   | Notas                       |
| -------------- | ------------------------- | ----------------------- | --------------------------- |
| 2007-2010      | The Latest Buzz           | Amanda Pierce           | Protagonista                |
| 2011-2012      | My Babysitter's a Vampire | Sarah Fox               | Protagonista - 26 episódios |
| 2012           | A.N.T. Farm               | Jeanne/ Vanessa         | 4 episódios                 |
| 2013           | Degrassi                  | Vanessa                 | 2 episódios                 |
| 2013           | Saving Hope               | Ricki Wilkins           | Episódio "Why Waste Time"   |
| 2013           | The Amazing Race Canada   | Vanessa Morgan          | Primeira temporada          |
| 2014-2015      | Finding Carter            | Bird                    | Elenco regular              |
| 2017- presente | The Shannara Chronicles   | Lyria                   | Elenco recorrente           |
| 2017-2023      | Riverdale                 | Antoinette "Toni" Topaz | Elenco principal            |

## Discografia

### Singles
| Ano  | Canção              | Álbum                  |
| ---- | ------------------- | ---------------------- |
| 2007 | "The Latest Buzz"   | The Latest Buzz        |
| 2008 | "Stand Up"          | The Latest Buzz        |
| 2008 | "Cinderella"        | The Latest Buzz        |
| 2009 | "Your Little Girl"  | The Latest Buzz        |
| 2010 | "Goodbye"           |                        |
| 2011 | "Best of All"       |                        |
| 2019 | "Dead Girl Walking" | Riverdale              |
| 2020 | Sleep when I'm dead | These girls these boys |